# Сімеїзький проспект
Сімеїзький проспект — пішохідний проспект в Сімеїзі, одна з центральних вулиць селища, найкоротший з проспектів Європи (завдожки ~200 м) і єдина пряма вулиця Великої Ялти.
Проспект починається і закінчується головною вулицею селища — Радянською, яка його огинає. Праворуч і ліворуч проспекту розташовані парк-готель «Сімеїз», санаторії «Юність» та «Червоний Маяк».

## Назва
За радянських часів проспект мав назву імені Леніна. У 1935 році його прикрасили квітниками, пірамідальними кипарисами і копіями античних статуй, виготовлених у вигляді оголених чоловіків, що було дивно для того періоду часу.